# مایان کارماس
مایان کارماس (انگلیسی: Maian Kärmas؛ زادهٔ ۲۵ فوریه ۱۹۷۸) یک خواننده اهل استونی است.
ترانه همه با ترانه‌سرایی وی و خوانندگی تانل پادار و دیو بنتون در مسابقه آواز یوروویژن ۲۰۰۱ به مقام اول رسیده است.